# U-46号潜艇 (1915年)
陛下之46号潜艇是德意志帝国海军建造的一艘潜艇或称U艇。它由但泽的帝国船厂承建，于1915年5月18日下水，至同年12月17日交付使用。U-46号是在第一次世界大战期间服役的329艘德国潜艇之一，并参加了大西洋潜艇战。在其十一次巡逻中，共击沉协约国或中立国的51艘商船，容积总吨为138942吨。战后，U-46号于1918年11月26日被引渡至日本正式投降，并一度以O-2号潜艇（日语：〇二潜水艦）之名在大日本帝国海军服役。

## 设计
第一次世界大战爆发后，从U-43号开始，德国潜艇进入战时动员型生产时期。它们在尺寸上与前期的柴电潜艇类似，但在推进力和续航力上有所提高。U-46号在艇体结构和舱室布置方面也有很多创新，例如采用外置式龙骨，将控制舱和指挥舱前移，增加船员居住舱空间，并将居住舱的位置调整至柴油机舱和控制舱之间。此外，潜望镜长度从以往的7.5米增至12米，下潜反应时间缩短为60－90秒。
U-46号的全长为65米；舷宽6.2米，当中的耐压壳体宽为4.18米，擁有9米的总高和3.74米的吃水深度。水上排水量为725吨，水下为940吨。
U-46号搭载有可在水上使用的两台猛狮六缸四冲程柴油发动机，总功率为2,000匹公制馬力（1,471千瓦特）；以及可在水下使用的西门子-舒克特双电动发电机，总功率为1,200匹公制馬力（883千瓦特）。这些发动机用以驱动双轴、每根轴各一个的直径1.6米长螺旋桨，从而使艇只在水上的最高速度达15.2節（28.2每小時），在水下的最高航速为每小时9.7節（18.0每小時）。U-46号可以8節（15每小時）的速度在水上巡航11,400海里（21,100），或以5節（9.3每小時）的速度在水下巡航51海里（94）。U-46号的潜航深度为50米。
U-46号装备了四具直径为500毫米的鱼雷发射管，其中艏、艉各两具，并可携带合共6枚G6型鱼雷。辅助武器为一门88毫米30倍径速射炮，1916年至1917年间则被一门105毫米45倍径速射炮所取代。其标准船员编制为4名军官和32名水兵。

## 历史
U-46号是由德意志帝国海军于1914年8月4日向但泽的帝国船厂订购。它于1915年5月18日下水，至同年12月17日在首任艇长、海军上尉莱奥·希勒布兰德的指挥下正式入役，并被编第三潜艇区舰队。1916年12月7日，海军上尉阿尔弗雷德·扎尔韦希特接替希勒布兰德担任艇长。至1918年1月16日，希勒布兰德又重返U-46号成为战时的末任艇长。
第一次世界大战期间，U-46号在北大西洋东部和巴伦支海总计完成十一次巡逻，共击沉了容积总吨达138942吨的51艘协约国或中立国商船、1艘英国辅助军舰（1372总吨），以及击伤1艘7378总吨的商船。被U-46号击沉的最大型船舶是冠達郵輪旗下的英国货轮安达尼亚号（13405总吨）。这艘船于1918年1月27日在从利物浦前往纽约的航行途中被击沉。
战后，根据对德停战协议的要求，U-46号于1918年11月26日移交日本正式投降。在当地，它被重命名为O-2号，并与U-55号（O-3号）和U-125号（O-1号）类似，从1920年起在大日本帝国海军服役。O-2号于1921年退役，并于同年4月在吴海军工厂作部分拆除。一些消息来源报称O-2号于1922年便废弃了；另也有来源则表示它被用作潜艇打捞舰朝日号的试验平台，而在横须贺海军工厂进行了修复。然而在1925年4月21日，该艇在从横须贺转运回吴市的途中遭遇风暴而被迫遗弃。1927年8月5日，一艘美国商船在夏威夷瓦胡岛以西的太平洋上发现了潜艇的残骸。其剩余部分最终在一个未知地点被凿沉。

## 袭击历史摘要
| 日期           | 船名            | 船籍         | 吨位  | 结局 |
| -------------- | --------------- | ------------ | ----- | ---- |
| 1916年9月29日  | 拉文号          | 挪威         | 1260  | 击沉 |
| 1916年9月29日  | 辛森号          | 挪威         | 1925  | 击沉 |
| 1916年9月30日  | 哈夫尼亚号      | 挪威         | 962   | 击沉 |
| 1916年9月30日  | 赫克拉号        | 挪威         | 950   | 击沉 |
| 1916年10月4日  | 布兰廷汉姆号    | 英国         | 2617  | 击沉 |
| 1916年10月6日  | 叶里卡号        | 俄罗斯帝国   | 2430  | 击沉 |
| 1916年10月9日  | 阿斯托里亚号    | 英国         | 4262  | 击沉 |
| 1916年10月11日 | 约洛号          | 英国         | 3903  | 击沉 |
| 1916年12月16日 | 马士基之底号    | 丹麦         | 1387  | 击沉 |
| 1916年12月16日 | 多喜丸          | 日本         | 3208  | 击沉 |
| 1916年12月16日 | 葛德号          | 丹麦         | 775   | 击沉 |
| 1916年12月17日 | 拜霍尔号        | 英国         | 3898  | 击沉 |
| 1916年12月19日 | 法尔克号        | 挪威         | 948   | 击沉 |
| 1916年12月23日 | 乌尔基霍侯爵号  | 西班牙       | 2170  | 击沉 |
| 1916年12月25日 | 马里耶·皮埃尔号 | 法國         | 166   | 击沉 |
| 1916年12月27日 | 艾斯莱比号      | 英国         | 2692  | 击沉 |
| 1916年12月27日 | 古法尔号        | 法國         | 259   | 击沉 |
| 1917年3月21日  | 兴都斯坦号      | 英国         | 3692  | 击沉 |
| 1917年3月23日  | 阿尔戈号        | 葡萄牙       | 1563  | 击沉 |
| 1917年3月24日  | 满地河号        | 法國         | 3342  | 击沉 |
| 1917年4月1日   | 阿兹特克号      | 美国         | 3727  | 击沉 |
| 1917年4月3日   | 赫斯珀洛斯号    | 俄罗斯帝国   | 2231  | 击沉 |
| 1917年4月5日   | 本希瑟号        | 英国         | 4701  | 击沉 |
| 1917年4月7日   | 菲斯卡号        | 挪威         | 1700  | 击沉 |
| 1917年5月15日  | 格罗斯赫尔姆号  | 挪威         | 1847  | 击沉 |
| 1917年5月17日  | 刘易舍姆号      | 英国         | 2810  | 击沉 |
| 1917年5月18日  | 兰德林多号      | 英国         | 3841  | 击沉 |
| 1917年5月18日  | 彭黑尔号        | 英国         | 3712  | 击沉 |
| 1917年5月20日  | 帕克斯顿号      | 英國皇家海軍 | 1372  | 击沉 |
| 1917年5月22日  | 炭山丸          | 日本         | 2443  | 击沉 |
| 1917年5月24日  | 泽西市号        | 英国         | 4670  | 击沉 |
| 1917年7月24日  | 雾月号          | 英国         | 2324  | 击沉 |
| 1917年7月24日  | 采尔马特号      | 英国         | 3767  | 击沉 |
| 1917年7月25日  | 半岛号          | 英国         | 1384  | 击沉 |
| 1917年7月25日  | 珀利号          | 英国         | 4500  | 击沉 |
| 1917年7月27日  | 贝戈纳四号      | 英国         | 2407  | 击沉 |
| 1917年7月31日  | 下总国号        | 英国         | 4221  | 击沉 |
| 1917年10月22日 | 齐拉号          | 英国         | 3788  | 击沉 |
| 1917年10月24日 | 伊尔德顿号      | 英国         | 3125  | 击沉 |
| 1917年10月28日 | 鲍尔弗男爵号    | 英国         | 3991  | 击沉 |
| 1917年11月4日  | 伊琳娜号        | 俄罗斯帝国   | 2210  | 击沉 |
| 1917年11月7日  | 奥比号          | 挪威         | 1829  | 击沉 |
| 1918年1月27日  | 安达尼亚号      | 英国         | 13405 | 击沉 |
| 1918年1月31日  | 汤利号          | 英国         | 2476  | 击沉 |
| 1918年2月1日   | 卡瓦略号        | 英国         | 2086  | 击沉 |
| 1918年2月3日   | 卢泰西亚号      | 法國         | 1346  | 击沉 |
| 1918年2月5日   | 克雷斯韦尔号    | 英国         | 2829  | 击沉 |
| 1918年3月13日  | 克雷福德号      | 英国         | 1209  | 击沉 |
| 1918年3月18日  | 大西洋太阳号    | 美国         | 2333  | 击沉 |
| 1918年3月30日  | 施塔比尔号      | 挪威         | 538   | 击沉 |
| 1918年5月25日  | 拉斯林岬号      | 英国         | 7378  | 击伤 |
| 1918年9月16日  | 塔斯曼号        | 英国         | 5023  | 击沉 |
| 1918年9月25日  | 荣归主颂号      | 法國         | 60    | 击沉 |

## 脚注
1. ↑  Gröner 1991，第9頁.
2. ↑  Helgason, Guðmundur. . German and Austrian U-boats of World War I - Kaiserliche Marine - Uboat.net.   [2 December 2014].
3. 1 2 3 4  Helgason, Guðmundur. . German and Austrian U-boats of World War I - Kaiserliche Marine - Uboat.net.   [2021-08-25].
4. 1 2  Helgason, Guðmundur. . German and Austrian U-boats of World War I - Kaiserliche Marine - Uboat.net.   [2021-08-25].
5. ↑  Herzog，第48頁.
6. 1 2 3 4  陈进，第71頁.
7. ↑  Herzog，第68頁.
8. ↑  Helgason, Guðmundur. . German and Austrian U-boats of World War I - Kaiserliche Marine - Uboat.net.   [2009-08-09].
9. 1 2  . Uboat.net.   [20 August 2016]. （原始内容存档于2021-04-22）.
10. ↑  Gardiner，第177頁.
11. ↑  Gröner，第9頁.
12. ↑  Herzog，第89頁.
13. ↑  Helgason, Guðmundur. . German and Austrian U-boats of World War I - Kaiserliche Marine - Uboat.net.   [2 December 2014].
14. ↑  . A Tale of one City.   [24 May 2015]. （原始内容存档于2016-03-05）.